# ソウル軽電鉄面牧線
ソウル軽電鉄面牧線（ソウルけいでんてつミョンモクせん）は、大韓民国ソウル特別市にて計画中の軽電鉄路線。BTO方式のPFIにより計画中である。
2008年11月17日に事業計画が最終的に確定し、2011年1月から2021年12月の事業期間で計画された。ソウル特別市は2016年1月に適切な事業者が現れないため軽電鉄面牧線事業が大幅に遅れていることを認めつつも、今後は民間資本方式を多様化させ引き続き事業を推進していく方針であることを表明したが、2017年12月の段階でも事業者は決まっておらず着工もなされていない。

## 概要
計画のみ、2017年12月現在、未着工。
- 区間：清凉里駅 - 新内駅
- 延長：9.05km
- 駅数：12
- 電気方式：直流750V
- 車両基地：新内車両事業所
- 進行状況：事業者募集中

## 駅
清凉里 - トクジン橋 - 典農 - 拝峰 - 長安橋 - 面牧 - 謙斎 - 牛林市場 - 忘憂 - 中浪区庁 - 陵山 - 新内